# ディーン・ストーンマン
ディーン・コリン・ストーンマン（Dean Colin Stoneman、1990年7月24日 - ）はイギリスのレーシングドライバー。2010年のFIA フォーミュラ2選手権のチャンピオン。

## 経歴

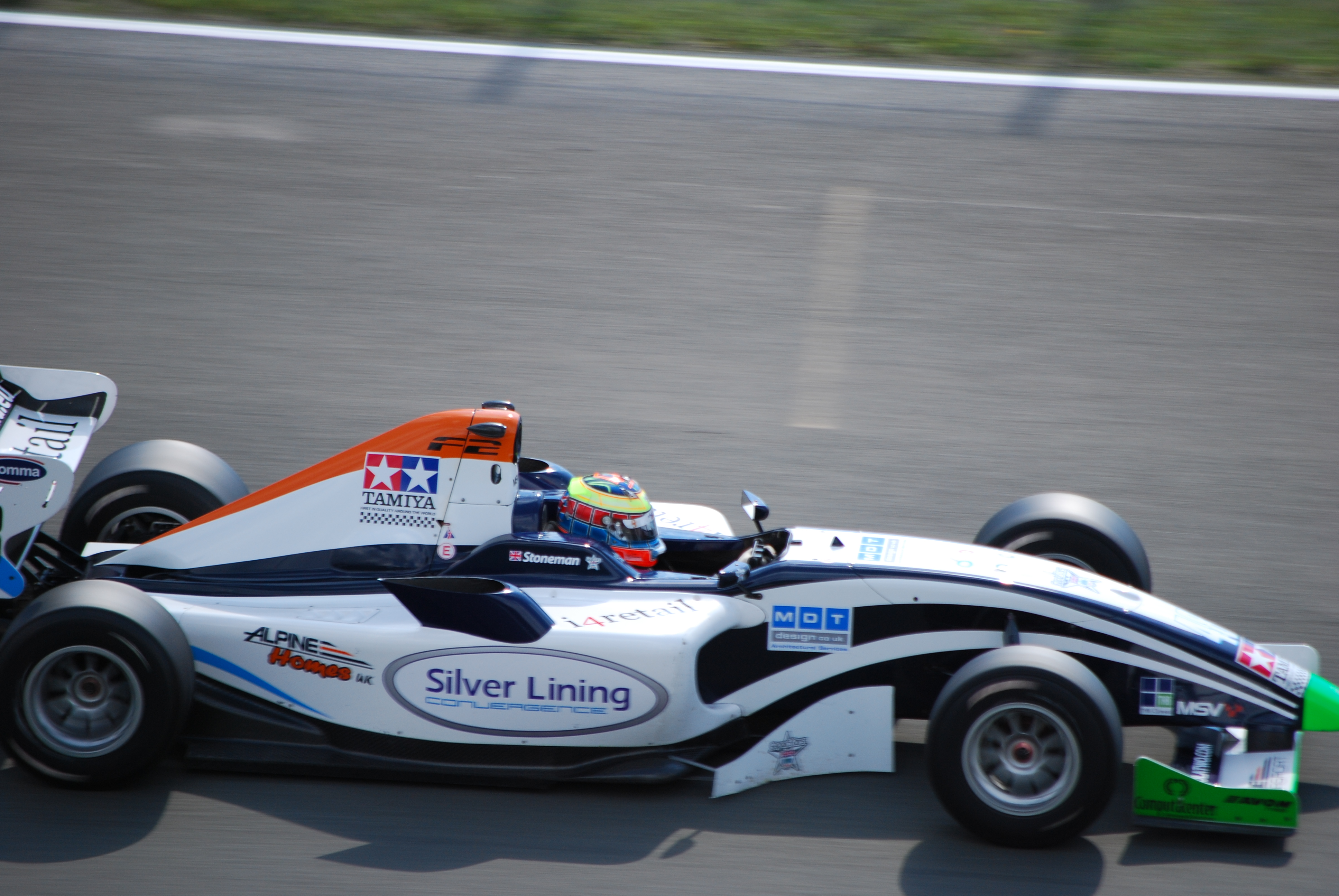
ストーンマンは6回の勝利で、2010年のFIA F2選手権でライバルのジョリオン・パーマーに競り勝ち、チャンピオンを獲得。

多くのドライバーのように、ストーンマンはカートでキャリアを始め、2006年にイギリス・フォーミュラ・ルノーにスポット出場したとき、フォーミュラで最初の一歩を踏み出した。2007年にはシリーズでフルタイムで参戦して、 ハウエル・ロイドに次ぐシリーズ2位となる。彼はまた、ウィンターシリーズで6位となった。
ストーンマンは2008年にメインのフォーミュラルノー2.0UKチャンピオンシップに移り、順位を4位にする途中で3勝を挙げた。彼はまた、マクラーレン・オートスポーツ・BRDCアワードにもノミネートされた。ストーンマンは2009年に再び4位でフィニッシュしたが、今回は1レースでのみ勝利した。
ストーンマンは2010年にFIA F2選手権でチャンピオンを獲得し、シーズンの終わりにウィリアムズF1チームとのテストドライブを確保した。アブダビでの若いドライバーテストの初日、彼はペースセッターのダニエル・リカルドより2秒弱遅かったが、5番目に速いタイムを記録した。
2011年にストーンマンはフォーミュラ・ルノー3.5シリーズへの進出を計画しており、 ISR・レーシングで若いドライバーテスターのリカルドに加わったが、精巣腫瘍と診断された後、シーズンをスキップせざるを得なかった。
ストーンマンは2012年にパワー・ボートレースに出場し（父親のコリンは前のチャンピオン）、フィットネスを取り戻し、2012年にP1スーパーストックUKパワーボートのタイトルを獲得した。彼は病気から回復した後、2013年のイギリスのポルシェ・カレラカップでカーレースに戻り、デビュー週末に両方のレースで優勝し、予選でポールポジションを獲得した。シーズン後半、ストーンマンはライセンスに多くのポイントを蓄積し、2レースの禁止を与えられ、ロッキンガムレースの週末に出場した。ストーンマンは2013年後半にシングルシーターレースに復帰し、 2013年のGP3シリーズ最後の2レースでコイラネンGPをドライブした。 ストーンマンは、 2014年のGP3シリーズに向けてマルシャ・マノーレーシングと契約した。ストーンマンは最初の7つのレースの週末にマナーのために運転した。マナーがシーズン終了前に4レースをフォールドした後、ストーンマンはカルメン・ホルダの代わりにコイラネンGPに切り替えた。ストーンマンはドライバーズチャンピオンシップで2位に終わった。
2015年、ストーンマンはフォーミュラルノー3.5シリーズに移行し、 DAMSはレッドブル・ジュニアチームの支援を受けた。ストーンマンはフォーミュラルノー3.5で130ポイントを獲得して総合6位でフィニッシュした。ストーンマンは、 2015年シーズンの最後の3つのイベントで、カーリンと共にGP2シリーズに参加した。ストーンマンはGP2シーズンを総合24位で1ポイントで終えた。
2016年、ストーンマンはアンドレッティ・オートスポーツよりインディ・ライツに移った。彼はインディライツで5位となり、インディライツでの競争に加えて、ストーンマンはその年の8月にアンドレッティダラーラIR12インディカーをテストした。

## レース戦績

### FIA フォーミュラ2選手権
| 年     | 1       | 2         | 3     | 4     | 5       | 6       | 7     | 8       | 9        | 10      | 11    | 12       | 13      | 14    | 15    | 16      | 17      | 18      | 順位 | ポイント |
| ------ | ------- | --------- | ----- | ----- | ------- | ------- | ----- | ------- | -------- | ------- | ----- | -------- | ------- | ----- | ----- | ------- | ------- | ------- | ---- | -------- |
| 2010年 | SIL 1 2 | SIL 2 Ret | MAR 1 | MAR 2 | MNZ 1 2 | MNZ 2 4 | ZOL 1 | ZOL 2 3 | ALG 1 11 | ALG 2 1 | BRH 1 | BRH 2 12 | BRN 1 2 | BRN 2 | OSC 1 | OSC 2 1 | VAL 1 9 | VAL 2 3 | 1位  | 284      |

- 太字はポールポジション、斜字はファステストラップ。(key)

### GP3シリーズ
| 年     | エントラント                   | 1         | 2         | 3           | 4          | 5          | 6           | 7         | 8         | 9         | 10        | 11        | 12        | 13        | 14        | 15        | 16        | 17        | 18          | 順位 | ポイント |
| ------ | ------------------------------ | --------- | --------- | ----------- | ---------- | ---------- | ----------- | --------- | --------- | --------- | --------- | --------- | --------- | --------- | --------- | --------- | --------- | --------- | ----------- | ---- | -------- |
| 2013年 | コイラン・GP                   | CAT FEA   | CAT SPR   | VAL FEA     | VAL SPR    | SIL FEA    | SIL SPR     | NÜR FEA   | NÜR SPR   | HUN FEA   | HUN SPR   | SPA FEA   | SPA SPR   | MNZ FEA   | MNZ SPR   | YMC FEA 6 | YMC SPR 2 |           |             | 16位 | 20       |
| 2014年 | マルーシャ・マナー・レーシング | CAT FEA 7 | CAT SPR 1 | RBR FEA Ret | RBR SPR 10 | SIL FEA 10 | SIL SPR 18† | HOC FEA 5 | HOC SPR 4 | HUN FEA 9 | HUN SPR 8 | SPA FEA 1 | SPA SPR 9 | MNZ FEA 5 | MNZ SPR 1 |           |           |           |             | 2位  | 163      |
| 2014年 | コイラン・ GP                  |           |           |             |            |            |             |           |           |           |           |           |           |           |           | SOC FEA 1 | SOC SPR 2 | YMC FEA 1 | YMC SPR Ret | 2位  | 163      |

- 太字はポールポジション、斜字はファステストラップ。(key)

### FIA 世界耐久選手権
| 年        | チーム               | クラス | 車両                | エンジン                           | 1      | 2   | 3   | 4   | 5   | 6   | 7   | 8   | ランク | ポイント |
| --------- | -------------------- | ------ | ------------------- | ---------------------------------- | ------ | --- | --- | --- | --- | --- | --- | --- | ------ | -------- |
| 2018-19年 | CEFC・TRSMレーシング | LMP1   | ジネッタ・G60-LT-P1 | メカクローム V634P1 3.4 L Turbo V6 | SPA WD | LMS | SIL | FUJ | SHA | SEB | SPA | LMS | NC     | 0        |

### アメリカン・オープンホイール

#### インディライツ
| 年   | チーム                         | 1     | 2     | 3     | 4      | 5     | 6     | 7     | 8      | 9     | 10    | 11    | 12    | 13     | 14    | 15    | 16     | 17     | 18    | 順位 | ポイント |
| ---- | ------------------------------ | ----- | ----- | ----- | ------ | ----- | ----- | ----- | ------ | ----- | ----- | ----- | ----- | ------ | ----- | ----- | ------ | ------ | ----- | ---- | -------- |
| 2016 | アンドレッティ・オートスポーツ | STP 8 | STP 6 | PHX 5 | ALA 16 | ALA 3 | IMS 3 | IMS 1 | INDY 1 | RDA 2 | RDA 9 | IOW 4 | TOR 5 | TOR 14 | MDO 3 | MDO 2 | WGL 10 | LAG 13 | LAG 9 | 5位  | 316      |